# Proskauera pleurata
Proskauera pleurata là một loài rêu tản trong họ Plagiochilaceae. Loài này được (Hook. f. & Taylor) J. Heinrichs & J.J. Engel mô tả khoa học lần đầu tiên năm 2006.